# James Caulfeild (3e comte de Charlemont)
Pour les articles homonymes, voir Caulfeild.
James Molyneux Caulfeild, 3e comte de Charlemont (6 octobre 1820 - 12 janvier 1892) est un homme politique et pair irlandais.

## Biographie
Il est le fils d'Henry Caulfeild, fils cadet de James Caulfeild, 1er comte de Charlemont et Elizabeth Margaret Browne. Il fait ses études au Trinity College de Cambridge . Il est nommé haut shérif d'Armagh en 1842 et occupe le poste de député libéral pour le comté d'Armagh entre 1847 et 1857. Il est Lord Lieutenant d'Armagh entre 1849 et 1864.
Il devient le 3e comte de Charlemont, le 26 décembre 1863 à la mort de son oncle Francis Caulfeild (2e comte de Charlemont). Il est Lord Lieutenant de Tyrone entre 1864 et 1892 et fait Chevalier de St Patrick le 28 décembre 1865.
Lord Charlemont s'est marié à deux reprises :
- Elizabeth Jane Somerville, fille de William Meredyth Somerville, 1er baron Meredyth et Lady Maria Harriet Conyngham, le 18 décembre 1856 ;
- Anna Lucy Lambart, fille du révérend Charles James Lambart et Marian Smith, le 10 mai 1883 au consulat britannique à Pau, en France.

Il n'a aucune descendance et le titre s'éteint à sa mort.
Il est décédé à Biarritz, en France, et est enterré dans la cathédrale St Patrick, Armagh.